# Dänischer Fußballpokal 2000/01
Der Dänische Fußballpokal 2000/01 (unter Sponsorenschaft auch DONG Cup) war die 47. Austragung des dänischen Pokalwettbewerbs der Männer. Er wurde vom dänischen Fußballverband ausgetragen. Das Finale fand traditionell am Himmelfahrtstag (24. Mai 2001) im Parken von Kopenhagen statt. Pokalsieger wurde Silkeborg IF, der sich im Finale gegen AB Gladsaxe durchsetzte.
Das Halbfinale wurde in Hin- und Rückspiel entschieden. In den anderen Runden wurden die Begegnungen in einem Spiel ausgetragen. Bei unentschiedenem Ausgang wurde zur Ermittlung des Siegers eine Verlängerung gespielt. Stand danach kein Sieger fest, folgte ein Elfmeterschießen.

## 1. Runde
Es nahmen 48 Mannschaften der Dänemarkserie sowie die 16 Teams der 2. Division 1999/2000 teil.
|                            | Ergebnis              |                    |
| -------------------------- | --------------------- | ------------------ |
| Amager BK 1970             | 3:6                   | Gladsaxe-Hero BK   |
| AC Ballerup                | 8:4                   | Virum/Sorgenfri BK |
| B 1950 Bolderslev          | 1:4                   | Holbæk B&I         |
| Billund IF                 | 1:4                   | Lystrup IF         |
| Brabrand IF                | 0:2                   | Frederikshavn fI   |
| Bramming BK                | 0:3                   | Holstebro BK       |
| Brønderslev IF             | 2:3 n. V.             | Støvring IF        |
| Døllefjelde-Musse IF       | 3:2                   | BK Skjold Østerbro |
| Fjordager IF               | 00:10                 | Hjørring AIK Frem  |
| FIF Hillerød               | 1:0                   | Skælskør B&I       |
| Grindsted G&IF             | 0:1                   | Thisted FC         |
| Græsted IF                 | 4:2                   | FC Bornholm        |
| Hørsholm-Usserød IK        | 0:3                   | Roskilde BK        |
| Haarby BK                  | 3:2                   | Aalborg Freja      |
| Kastrup BK                 | 1:7                   | Brønshøj BK        |
| Kerteminde BK              | 4:1                   | Brande IF          |
| Korup IF                   | 0:0 n. V. (6:7 i. E.) | B 1913 Odense      |
| Måløv BK                   | 0:1                   | Albertslund IF     |
| Nykøbing Falster Alliancen | 4:3                   | IF Skjold Birkerød |
| Nordfalster FB             | 0:5                   | Næstved BK         |
| Næsby BK                   | 4:3 n. V.             | Tved BK            |
| Sanderum BK                | 0:3                   | Nørresundby BK     |
| Skagen IK                  | 5:1                   | Skjern GF          |
| Slagelse B&I               | 1:2                   | Hellerup IK        |
| Starup UIF                 | 2:3                   | Ringkøbing IF      |
| Sorø IF Freja              | 0:1                   | BK Fremad Valby    |
| Tårnby BK                  | 0:3                   | Glostrup IF 32     |
| Valby BK                   | 5:2                   | Roskilde KFUM      |
| Søndermarkens IF           | 8:4                   | Skive IK           |
| Viby IF                    | 0:4                   | IK Aalborg Chang   |
| VLI Frederiksberg IF       | 2:4 n. V.             | Helsingør IF       |
| Aabyhøj IF                 | 1:5                   | Vejen SF           |

## 2. Runde
Teilnehmer waren die 32 Sieger der ersten Runde und die 8 Vereine auf den Plätzen neun bis sechzehn der 1. Division 1999/2000.
|                  | Ergebnis              |                            |
| ---------------- | --------------------- | -------------------------- |
| Albertslund IF   | 1:2                   | Døllefjelde-Musse IF       |
| Brønshøj BK      | 3:0                   | Hvidovre IF                |
| FC Fredericia    | 1:2                   | FC Aarhus                  |
| FIF Hillerød     | 0:4                   | AC Ballerup                |
| BK Fremad Valby  | 2:3                   | Roskilde BK                |
| Gladsaxe-Hero BK | 2:1 n. V.             | Næstved BK                 |
| Glostrup FK 1    | 2:1                   | Holbæk B&I                 |
| Græsted IF       | 1:6                   | Nykøbing Falster Alliancen |
| Helsingør IF     | 0:3                   | Ølstykke FC                |
| Haarby BK        | 1:1 n. V. (2:3 i. E.) | Nørresundby BK             |
| Hellerup IK      | 2:1                   | B 1913 Odense              |
| Kerteminde BK    | 1:4                   | Ringkøbing IF              |
| Lystrup IF       | 1:2                   | Svendborg fB               |
| Næsby BK         | 1:2                   | Holstebro BK               |
| Skagen IK        | 1:2                   | Støvring IF                |
| Thisted FC       | 3:2                   | Frederikshavn fI           |
| Valby BK         | 1:2                   | Fremad Amager              |
| Vejen SF         | 2:1                   | Hjørring AIK Frem          |
| Søndermarkens IF | 2:6                   | Dalum IF                   |
| IK Aalborg Chang | 0:2                   | B 1909 Odense              |

## 3. Runde
Teilnehmer: Die 20 Sieger der zweiten Runde, sechs Teams auf den Plätzen drei bis acht der 1. Division 1999/2000 und der Elfte und Zwölfte der Superliga 1999/2000.
|                            | Ergebnis              |                    |
| -------------------------- | --------------------- | ------------------ |
| AC Ballerup                | 3:2                   | Glostrup FK        |
| Dalum IF                   | 1:2                   | Vejle BK           |
| Døllefjelde-Musse IF       | 4:2 n. V.             | Ølstykke FC        |
| Fremad Amager              | 2:1                   | Farum BK           |
| Gladsaxe-Hero BK           | 2:5 n. V.             | Brønshøj BK        |
| Hellerup IK                | 1:2 n. V.             | BK Frem Kopenhagen |
| Holstebro BK               | 4:1                   | Randers SK Freja   |
| Nykøbing Falster Alliancen | 2:4 n. V.             | B.93 Kopenhagen    |
| Nørresundby BK             | 0:0 n. V. (1:3 i. E.) | AC Horsens         |
| Ringkøbing IF              | 1:3                   | FC Aarhus          |
| Roskilde BK                | 1:4                   | Køge BK            |
| Støvring IF                | 1:2                   | Vejen SF           |
| Svendborg fB               | 0:3                   | Esbjerg fB         |
| Thisted FC                 | 0:2                   | B 1909 Odense      |

## 4. Runde
Teilnehmer: Die 14 Sieger der dritten Runde, der Erste und Zweite der 1. Division 1999/2000, sowie die vier Vereine auf den Plätzen sieben bis zehn der Superliga 1999/2000.
|                      | Ergebnis              |                    |
| -------------------- | --------------------- | ------------------ |
| AC Ballerup          | 2:0                   | Haderslev FK       |
| B 1909 Odense        | 0:3                   | Odense BK          |
| B.93 Kopenhagen      | 4:1                   | Lyngby BK          |
| Brønshøj BK          | 1:2                   | Vejle BK           |
| Døllefjelde-Musse IF | 0:2                   | Holstebro BK       |
| Esbjerg fB           | 2:1                   | Køge BK            |
| FC Aarhus            | 1:0                   | Aarhus GF          |
| Fremad Amager        | 1:5                   | FC Midtjylland     |
| AC Horsens           | 0:0 n. V. (4:2 i. E.) | BK Frem Kopenhagen |
| Vejen SF             | 1:5                   | FC Kopenhagen      |

## 5. Runde
Teilnehmer: Die 10 Sieger der vierten Runde und die besten sechs Vereine der Superliga 1999/2000.
|                | Ergebnis              |                 |
| -------------- | --------------------- | --------------- |
| FC Midtjylland | 3:0                   | Herfølge BK     |
| Holstebro BK   | 2:0                   | Esbjerg fB      |
| Aalborg BK     | 3:3 n. V. (3:4 i. E.) | Silkeborg IF    |
| Viborg FF      | 2:0                   | Odense BK       |
| AC Ballerup    | 0:5                   | FC Aarhus       |
| Brøndby IF     | 2:0                   | FC Kopenhagen   |
| Vejle BK       | 0:2                   | AB Gladsaxe     |
| AC Horsens     | 3:4                   | B.93 Kopenhagen |

## Viertelfinale
Teilnehmer: Die 8 Sieger der vierten Runde.
|                 | Ergebnis              |                |
| --------------- | --------------------- | -------------- |
| B.93 Kopenhagen | 2:2 n. V. (3:4 i. E.) | FC Midtjylland |
| FC Aarhus       | 0:1                   | Silkeborg IF   |
| Holstebro BK    | 1:2 n. V.             | AB Gladsaxe    |
| Viborg FF       | 2:0                   | Brøndby IF     |

## Halbfinale
|                | Gesamt |              | Hinspiel | Rückspiel |
| -------------- | ------ | ------------ | -------- | --------- |
| AB Gladsaxe    | 1:0    | Viborg FF    | 1:0      | 0:0       |
| FC Midtjylland | 1:4    | Silkeborg IF | 1:1      | 0:3       |

## Finale
| Paarung        | Silkeborg IF – AB Gladsaxe |
| Ergebnis       | 4:1 (0:1) |
| Datum          | 24. Mai 2001 |
| Stadion        | Parken, Kopenhagen |
| Zuschauer      | 14.743 |
| Schiedsrichter | Nicolai Vollquartz |
| Tore           | 0:1 Ali Akida (11.) 1:1 Brian Pedersen (50.) 2:1 Thomas Poulsen (61.) 3:1 Henrik Pedersen (74.) 4:1 Henrik Pedersen (89.) |
| Silkeborg IF   | Peter Kjær – Morten Bruun, Bora Živković (46. Jacob Rasmussen), Michael Larsen, Brian Pedersen – Nicolai Wael (46. Kern Lyhne), Per Ottosen, Thomas Røll Larsen, Jacob Juhl – Thomas Poulsen, Henrik Pedersen Cheftrainer: Benny Johansen                               |
| AB Gladsaxe    | Jan Hoffmann – Rasmus Daugaard, Steven Lustü, Martin Albrechtsen, Jan Bjur – Jan Michaelsen, Rasmus Green (56. Jesper Falck), Brian Steen Nielsen, Nicolai Stokholm – Ali Akida 1 (79. Peter Knudsen), Christian Lundberg (74. Abdul Sule) Cheftrainer: Ove Christensen |